# 16 novembre
Pour les articles homonymes, voir Seize-Novembre.
16 octobre 16 décembre
Chronologies thématiques
- Croisades
- Ferroviaires
- Sports
- Disney
- Anarchisme
- Catholicisme

Abréviations / Voir aussi
- (° 1852) = né en 1852
- († 1885) = mort en 1885
- a.s. = calendrier julien
- n.s. = calendrier grégorien
- Calendrier
- Calendrier perpétuel
- Liste de calendriers
- Naissances du jour

Le 16 novembre est le 320e jour de l'année du calendrier grégorien, 321e lorsqu'elle est bissextile (il en reste ensuite 45).
C'était généralement l'équivalent du 26 brumaire du calendrier républicain ou révolutionnaire français, officiellement dénommé jour de la pistache.

## Événements

### XVIesiècle
- 1532 : l'Inca Atahualpa est fait prisonnier lors de la bataille de Cajamarca.

### XVIIesiècle
- 1632 : victoire de Gustave II Adolphe, à la bataille de Lützen ; il meurt au combat, et Christine de Suède devient reine de Suède.
- 1671 : Louis XIV pose la première pierre de l'hôtel des Invalides.

### XVIIIesiècle
- 1710 : fin des élections générales qui sont remportées par le Parti tory.
- 1773 : mariage du futur Charles X de France avec Marie-Thérèse de Savoie.

### XXesiècle
- 1907 : l'Oklahoma devient le 46e État fédéré des États-Unis.
- 1917 : Georges Clemenceau redevient président du Conseil en France.
- 1919 : victoire du Bloc national, aux élections législatives françaises.
- 1943 : arrestation de Missak Manouchian, chef des FTP-MOI de la région parisienne.
- 1945 : création de l'UNESCO.
- 1948 : résolution no 62, du Conseil de sécurité des Nations unies, sur la Palestine.
- 1955 : Mohammed ben Arafa abdique, et Mohammed V redevient sultan du Maroc.
- 1972 : adoption de la Convention pour la protection du patrimoine mondial, culturel et naturel.
- 1988 : victoire du Parti du peuple pakistanais, aux élections législatives dudit Pakistan.
- 1995 : Liamine Zéroual est réélu président de la République algérienne.

### XXIesiècle
- 2013 : aux Maldives, Abdulla Yameen Abdul Gayoom est élu président.
- 2014 : à l'issue du second tour de l’élection présidentielle en Roumanie, Klaus Iohannis est élu.
- 2015 : fin de la bataille d'al-Hol pendant la guerre civile syrienne.
- 2017 : élections législatives aux Tonga. Le gouvernement démocrate d’ʻAkilisi Pohiva, limogé par le roi Tupou VI, remporte la majorité absolue des sièges.
- 2019 : au Sri Lanka, l'élection présidentielle a lieu, afin d'élire le chef de l'État. Le président sortant, Maithripala Sirisena, est éligible pour un second mandat, mais renonce à se représenter. Le représentant du parti UPFA, Gotabhaya Rajapaksa, est élu dès le premier décompte[1].

- 2019 : début de la pandémie de Covid-19 (SARS-CoV-2). Le cas zéro découvert à Wuhan dans la province de Hubei (Chine centrale).
- 2023 :
  - en Espagne, le socialiste Pedro Sánchez (photo), président du gouvernement depuis 2018, est reconduit, 116 jours après les élections générales[2].
  - à Madagascar, le premier tour de l’élection présidentielle se tient, où le président sortant, Andry Rajoelina, est candidat à sa réélection[3].
- 2024 : au Gabon, la nouvelle constitution est largement approuvée lors d'un référendum[4].

## Arts, culture et religion
- 2001 : à Londres, sortie au cinéma du 1er film de Harry Potter, Harry Potter à l'école des sorciers.
- 2004 : diffusion du premier épisode de la série américaine Dr House (« Dr Maison »).

## Sciences et techniques
- 2018 : la 26e conférence générale des poids et mesures fixe conventionnellement les valeurs de quatre constantes fondamentales de la physique[note 1], et définit implicitement le kilogramme, l'ampère, le kelvin et la mole[5].
- 2022 : après plusieurs reports, le vol d’essai sans équipage Artemis I (photo) de la NASA vers la Lune est lancé avec succès[6].

## Économie et société
- 1957 : accident ferroviaire à Chantonnay (France), causant 29 morts.
- 2018 : la Marine argentine informe que les recherches de l'ARA San Juan, disparu en novembre 2017, ont permis sa localisation positive à 800 mètres de profondeur[7].

## Naissances

### Iersiècleav. J.-C.
- 42 av. J.-C. : Tibère (Tiberius Cæsar Divi Augusti Filius Augustus, en latin), deuxième empereur romain (dynastie julio-claudienne) de september 14 à sa mort († le 16 mars 37 du n.s.).

### XVesiècle
- 1436 : Leonardo Loredan, doge de Venise de 1501 à 1521 († 21 juin 1521).

### XVIesiècle
- 1569 : Paul Sartorius (en), compositeur et organiste allemand († 28 février 1609).

### XVIIesiècle
- 1603 : Augustyn Kordecki, moine polonais († 20 mars 1673).
- 1643 : Jean Chardin, voyageur et écrivain français († 5 janvier 1713).

### XVIIIesiècle
- 1715 : Girolamo Abos, compositeur italien (° octobre 1760).
- 1717 : Jean le Rond D'Alembert, philosophe, mathématicien et encyclopédiste français († 29 octobre 1783).
- 1750 : Edward Law (1er baron Ellenborough), juge, homme politique et avocat anglais († 13 décembre 1818).
- 1753 : James McHenry, militaire et homme politique américain, secrétaire d’État à la Guerre de 1796 à 1800 († 3 mai 1816).
- 1757 : Jean Aloys Joseph de Bosschaert, homme politique français († ?).
- 1774 : Georges Cancrin (Его́р Фра́нцевич Ка́нкрин), militaire et homme politique russe († 10 septembre 1845).
- 1783 : Curro Guillén (Francisco Herrera Rodríguez dit), matador espagnol († 21 mai 1820).
- 1795 : Ferdinand-François-Auguste Donnet, prélat français, archevêque de Bordeaux de 1837 à 1882 († 23 décembre 1882).

### XIXesiècle
- 1803 : Rafael Pérez de Guzmán, matador espagnol († 14 avril 1838).
- 1807 : Jónas Hallgrímsson, poète et naturaliste islandais († 26 mai 1845).
- 1809 : Léopoldine Blahetka, pianiste et compositrice autrichienne († 17 janvier 1885).
- 1811 : John Bright, homme politique anglais († 27 mars 1889).
- 1819 : Wilhelm Marr, journaliste allemand († 17 juillet 1904).
- 1832 : Paul Ceresole, homme politique suisse, conseiller fédéral de 1870 à 1875 et président de la Confédération en 1873 († 7 janvier 1905).
- 1836 : Kalakaua, roi de Hawaï de 1874 à 1891 († 20 janvier 1891).
- 1839 : Louis-Honoré Fréchette, poète québécois († 31 mai 1908).
- 1841 : Jules Violle, physicien français († 12 septembre 1923).
- 1847 : Edmund James Flynn, homme politique et avocat canadien, 10e Premier ministre du Québec de 1896 à 1897 († 7 juin 1927).
- 1856 : Jürgen Kröger, architecte allemand († 27 février 1928).
- 1864 : Jean Dornis, nom de plume d'Élena Goldschmidt-Franchetti, écrivaine française († 1948).
- 1867 : Léon Daudet, politique et polémiste français († 30 juin 1942).
- 1871 : Joséphine Marguerite Operti, religieuse italienne carmélitaine, fondatrice de la congrégation des Sœurs Carmélites de Sainte Thérèse en 1894 († 7 octobre 1949).
- 1873 : William Christopher Handy, musicien américain († 28 mars 1958).
- 1883 : Emil Breitkreutz, athlète et entraîneur américain († 3 mai).
- 1888 : Fernand Marius « Henri » Bosco, écrivain français († 4 mai 1976).
- 1889 :
  - George Simon Kaufman, homme de lettres, de théâtre et de cinéma américain († 2 juin 1961).
  - Dietrich Kraiß, militaire allemand († 6 août 1944).
- 1890 : Elpidio Quirino, homme politique et avocat philippin, président des Philippines de 1948 à 1953 († 29 février 1956).
- 1892 :
  - Guo Moruo (郭沫若), écrivain chinois († 12 juin 1978).
  - Tazio Nuvolari, pilote automobile italien († 11 août 1953).
- 1893 : Don Lippincott, athlète américain, premier détenteur officiel du record du monde du 100 m. († 9 janvier 1963).
- 1894 : Richard Coudenhove-Kalergi, homme politique, essayiste, historien et philosophe autrichien († 27 juillet 1972).
- 1895 : 
  - Paul Hindemith, compositeur allemand († 28 décembre 1963).
  - Mikhaïl Mikhaïlovitch Bakhtine, historien et théoricien russe de la littérature († 7 mars 1975).
- 1896 :
  - Oswald Mosley, homme politique et militaire anglais († 3 décembre 1980).
  - Lawrence Tibbett, baryton et acteur américain († 15 juillet 1960).
- 1897 : Choudhary Rahmat Ali (چودھری رحمت علی), homme politique pakistanais, inventeur du nom de l’État pakistanais (3 ou 12 février 1951).
- 1899 : Warren McCulloch, neurologue américain († 24 septembre 1969).
- 1900 : Guillaume Abgrall, résistant français († 21 mars 1945).

### XXesiècle
- 1904 :
  - Nnamdi Azikiwe, homme politique et journaliste nigérian, président du Nigeria de 1963 à 1966 († 11 mai 1996).
  - Renée Saint-Cyr (Marie-Louise Vittore dite), comédienne française († 11 juillet 2004).
- 1905 : Eddie Condon (Albert Edwin dit), guitariste et chef d'orchestre américain († 4 août 1973).
- 1906 : Octavio Antonio Beras Rojas, cardinal dominicain, archevêque de Saint-Domingue de 1961 à 1981 († 30 novembre 1990).
- 1907 : Oliver Burgess Meredith, acteur américain († 9 septembre 1997).
- 1908 : Sœur Emmanuelle (Madeleine Cinquin dite), religieuse belge francophone († 20 octobre 2008).
- 1909 : Maurizio Valenzi, homme politique italien († 23 juin 2009).
- 1913 :
  - Ellen Albertini Dow, actrice américaine († 4 mai 2015).
  - Gunn Wållgren, actrice suédoise († 4 juin 1983).
- 1914 :
  - Edward Arnold « Eddie » Chapman, espion anglais († 11 décembre 1997).
  - Qin Jiwei, militaire et homme politique chinois († 2 février 1997).
- 1916 : Daws Butler, acteur et scénariste américain († 18 mai 1988).
- 1917 : Pierre Rouanet, prélat français, évêque de Daloa de 1956 à 1975 († 4 février 2012)
- 1922 :
  - Gene Amdahl, informaticien et entrepreneur américain († 10 novembre 2015).
  - Royal Dano, acteur américain, spécialiste des westerns († 15 mai 1994).
  - José Saramago, écrivain et journaliste portugais, prix Nobel de littérature en 1998 († 18 juin 2010).
- 1923 : Marc Camoletti, auteur et metteur en scène français de théâtre dont vaudeville († 18 juillet 2003).
- 1924 : Melvin Emery « Mel » Patton, athlète américain, médaillé olympique († 9 mai 2014).
- 1925 : 
  - Louis Derbré, sculpteur français et mayennais († 3 août 2011).
  - Michel Jouvet, neurobiologiste français († 3 octobre 2017).
- 1928 :
  - Richard Frank « Dick » Gamble, hockeyeur professionnel canadien († 22 mars 2018).
  - William Martin « Clu » Gulager, acteur américain († 5 août 2022).
- 1930 :
  - Chinua Achebe, romancier et poète nigérian († 21 mars 2013).
  - Roland Bertin, acteur français, sociétaire honoraire de la Comédie-Française, cofondateur du Centre Dramatique de Bourgogne.
  - Salvatore Riina, mafieux sicilien († 17 novembre 2017).
- 1931 :
  - Luciano Bottaro, bédéiste italien († 25 novembre 2006).
  - Samuel Robert « Bob » Gibson, chanteur, guitariste et compositeur américain († 28 septembre 1996).
  - Hubert Sumlin, chanteur et guitariste américain († 4 décembre 2011).
- 1934 : Guy Stockwell, acteur américain († 6 février 2002).
- 1935 : Mohammad Hussein Fadlallah (محمد حسين فضل الله), chef spirituel libanais († 4 juillet 2010).
- 1936 :
  - Isaac Berger, haltérophile américain champion olympique († 4 juin 2022).
  - John Moore (en), homme politique et d’affaires australien.
  - Jean Renard, géographe français († 31 décembre 2020).
  - Martin Veillette, théologien, philosophe, sociologue et évêque québécois.
- 1937 :
  - Alan Budd, économiste anglais.
  - Jean-Pierre Coallier, animateur et radiodiffuseur québécois.
- 1938 :
  - Igaal Niddam, réalisateur, directeur de la photographie et scénariste suisse.
  - Robert Nozick, philosophe américain († 23 janvier 2002).
  - Troy Seals (en), chanteur, guitariste et compositeur américain.
- 1939 : Michael Billington (en), auteur et critique littéraire anglais.
- 1940 : Garcimore (José Garcia Moreno dit), illusionniste et humoriste franco-espagnol († 18 avril 2000).
- 1941 :
  - Angelo Gilardino (en), guitariste, compositeur et musicologue italien († 14 janvier 2022).
  - Gerry Marshall (en), pilote automobile anglais († 21 avril 2005).
  - Dan Penn (en) (Wallace Daniel Pennington dit), chanteur, musicien, compositeur et producteur américain.
- 1942 :
  - William Fisher Hunter « Willie » Carson, jockey écossais.
  - Donna McKechnie (en), actrice et chanteuse américaine.
  - Joanna Pettet, actrice anglaise.
- 1944 : Oliver Braddick (en), psychologue anglais († 17 janvier 2022).
- 1945 :
  - Jan Bucquoy, auteur et cinéaste belge.
  - Mabon Lewis « Teenie » Hodges (en), chanteur, guitariste et compositeur américain († 22 juin 2014).
  - Lynn Hunt, historienne et écrivaine américaine.
  - Anne Salmond, anthropologue et ethnologue néo-zélandaise.
- 1946 :
  - Colin Burgess, musicien australien.
  - Terence McKenna, écrivain et philosophe américain († 3 avril 2000).
  - Joseph Henry « Jo Jo » White, basketteur et entraîneur américain († 16 janvier 2018).
- 1947 : Omar Ruiz Hernández (en), journaliste cubain.
- 1948 :
  - Horst Bertram (en), footballeur et entraîneur allemand.
  - ou 6 novembre, Chi Coltrane, chanteur, pianiste et compositeur américain.
  - Bonnie Greer (en), dramaturge anglo-américain.
  - Mate Parlov, boxeur croate, champion olympique († 29 juillet 2008).
- 1949 : Michel Daerden, homme politique belge († 5 août 2012).
- 1950 :
  - Carl Joseph Meade, astronaute américain.
  - Vladimir Kondra, joueur de volley-ball soviétique champion olympique.
  - Manuel E. Zamora (en), homme politique philippin.
- 1951 : Andrew Walton « Andy » Dalton, joueur de rugby à XV néo-zélandais.
- 1952 : Shigeru Miyamoto (宮本 茂), concepteur de jeux vidéo japonais.
- 1953 : Griff Rhys Jones, acteur et scénariste gallois.
- 1954 :
  - Andrea Barrett, femme de lettres américaine.
  - Tom Frantzen, sculpteur belge.
  - Richard Andrew Landa « Dick » Gross (en), homme politique et juriste américain.
- 1955 :
  - Héctor Cúper, footballeur et entraîneur argentin.
  - Jun Kunimura (國村 隼), acteur japonais.
  - Pierre Larouche, hockeyeur professionnel québécois.
- 1956 : Terrance Lee « Terry » Labonte, pilote automobile américain.
- 1957 : 
  - Jacques Gamblin, acteur français.
  - Katarzyna Otmianowska-Mazur, astronome polonaise († 14 juillet 2020).
  - Hideaki Tomiyama, lutteur japonais, champion olympique.
- 1958 :
  - Glenda Bailey, journaliste et éditrice anglaise.
  - Mary Marg Helgenberger, actrice américaine.
  - Boris Krivokapić (sr) (Борис Кривокапић), auteur serbe.
- 1959 :
  - Bert Cameron, athlète jamaïcain.
  - Francis Miller Fesmire (en), cardiologue et urgentiste américain († 31 janvier 2014).
  - Riccardo Maritozzi, footballeur italien.
- 1960 : Elina Zverava, athlète biélorusse, championne olympique du lancer du disque.
- 1961 :
  - Franklin Roy « Frank » Bruno, boxeur anglais.
  - Corinne Hermès (Corinne Bondeaux dite), chanteuse française.
- 1962 :
  - Stephen Andrew « Steve » Bould, footballeur anglais.
  - Darwyn Cooke, bédéiste canadien († 14 mai 2016).
  - Gary Manny « Mani » Mounfield (en), bassiste anglais.
  - Frédéric Vidalenc, musicien français.
- 1963 :
  - Steve Argüelles (en), batteur et producteur anglais.
  - William Bonner (William Bonemer Júnior dit), journaliste brésilien.
  - Éric Frechon, chef cuisinier français.
  - Zina Garrison, joueuse de tennis américaine.
  - Antoine Kombouaré, footballeur et entraîneur français et kanak.
  - René Steinke, acteur allemand.
- 1964 :
  - Waheed Alli, homme d’affaires et politique anglais.
  - Valeria Bruni Tedeschi, actrice française.
  - Elma Dienda, femme politique namibienne.
  - Dwight Gooden, joueur de baseball américain.
  - Diana Krall, chanteuse canadienne.
  - Maeve Quinlan, joueuse de tennis et actrice américaine.
- 1965 :
  - Mika Aaltonen (en), footballeur finlandais.
  - Mark Benton (en), acteur anglais.
- 1966 :
  - Randal « Joey » Cape, chanteur, compositeur, guitariste et producteur américain.
  - Dean McDermott, acteur et producteur canadien.
  - David « Dave » Kushner, guitariste américain.
  - Christian Lorenz, musicien allemand, claviériste du groupe Rammstein.
- 1967 :
  - Craig Arnold (en), poète américain († 27 avril 2009).
  - Lisa Bonet, actrice et réalisatrice américaine.
- 1968 :
  - Shobha Nagi Reddy (en) (शोभा नागिरेड्डी), femme politique indienne († 24 avril 2014).
  - Melvin Stewart, nageur américain, double champion olympique.
- 1970 :
  - Logan Mader, guitariste et producteur canadien.
  - Martha Plimpton, actrice et cinéaste américaine.
- 1971 :
  - Tanja Damaske, lanceuse de javelot allemande, plusieurs fois médaillée.
  - Mustapha Hadji (مصطفى حجي), footballeur et entraîneur marocain.
  - Annely Peebo (en), soprano estonienne.
  - Aleksandr Popov, nageur russe spécialiste du sprint, quadruple champion olympique.
  - Waqar Younis (en), joueur et entraîneur de cricket pakistanais.
- 1972 : 
  - Andrea Kay « Missi » Pyle, chanteuse et actrice américaine.
  - Aurelia Dobre, gymnaste roumaine.
- 1973 :
  - Denis Côté, cinéaste et producteur québécois.
  - Christian Horner, pilote automobile et entraîneur anglais.
  - Brendan Laney, joueur de rugby néo-zélandais.
  - Jude Monye, athlète nigérian, champion olympique du 4 x 400 m.
- 1974 :
  - Paul Scholes, footballeur anglais.
  - Maurizio Margaglio, patineur artistique et entraîneur italien.
  - Joe Hudepohl, nageur américain, double champion olympique par équipe.
- 1975 :
  - Julio Lugo, joueur de baseball dominicain.
  - Yuki Uchida (内田有紀), actrice, chanteuse et mannequin japonaise.
- 1976 :
  - Mario Barravecchia, chanteur belge.
  - Daniel « Dan » Black, chanteur anglais.
  - Juha Pasoja, footballeur finlandais.
  - Martijn Zuijdweg, nageur néerlandais.
- 1977 :
  - Oksana Baiul (Оксана Сергіївна Баюл), patineuse artistique ukrainienne, plusieurs fois médaillée.
  - Gigi Edgley, actrice et chanteuse australienne.
  - Margaret Ruth « Maggie » Gyllenhaal, actrice américaine.
  - Mauricio Ochmann, acteur et producteur mexicain.
- 1978 :
  - Kip Bouknight (en), joueur de baseball américain.
  - Mehtap Doğan-Sızmaz (en), athlète turc.
  - Takashi Nagayama (en) (永山たかし), acteur japonais.
  - Gary Naysmith, footballeur et entraîneur écossais.
  - Carolina Parra (en), musicienne brésilienne.
- 1979 :
  - Anthony « Tony » Charles Frias III (arz), footballeur américain.
  - Bruce Irons, surfeur américain.
- 1980 :
  - Moris Carrozzieri (en), footballeur italien.
  - Kayte Christensen (en), basketteuse américaine.
  - Nicole Gius, skieuse italienne.
  - Carol Huynh, lutteuse canadienne, plusieurs fois médaillée.
  - Hasan Üçüncü (en), footballeur turc.
- 1981 :
  - Fernando Cabrera, joueur de baseball portoricain.
  - Rafaël Carballo, joueur de rugby argentin.
  - Allison Crowe, chanteuse, musicienne et compositrice canadienne.
  - Caitlin Glass, doubleuse, chanteuse et mixeuse américaine.
  - Kate Miller-Heidke, chanteuse, musicienne, compositrice et actrice australienne.
  - Ositadimma « Osi » Umenyiora, joueur anglo-américain de football américain.
- 1982 :
  - Nonito Donaire, boxeur philippin.
  - Jannie du Plessis, joueur de rugby sud-africain.
  - Ronald Pognon, athlète de sprint français, plusieurs fois médaillé.
  - Amar'e Stoudemire, basketteur américain.
- 1983 :
  - Christopher Andrew « Chris » Gocong (en), joueur américain de football américain.
  - Kool A.D. (en) (Victor Vazquez dit), rappeur américain.
  - Kari Lehtonen, hockeyeur sur glace finlandais.
  - Bertrand Robert, footballeur français.
  - Britta Steffen, nageuse allemande, plusieurs fois médaillée.
- 1984 :
  - Gemma Atkinson, actrice et mannequin anglaise.
  - Mark Bunn, footballeur anglais.
- 1985 :
  - Sanna Marin, femme politique finlandaise, ancienne première ministre de la Finlande (2019-2023).
  - Maki Nishiyama (en) (西山茉希), actrice et mannequin japonaise.
  - Verena Sailer, athlète de sprint allemande, plusieurs fois médaillée.
  - Saori Yamamoto (en) (山本早織), mannequin japonaise.
- 1986 :
  - Maxime Médard, joueur de rugby français.
  - Aleksei Kozlov (Алексей Анатольевич Козлов), footballeur russe.
- 1987 :
  - Eitan Tibi (איתן טיבי), footballeur israélien.
  - Jordan Walden, joueur de baseball américain.
- 1988 :
  - Samantha Bailly, auteure française.
  - Momoko Takahashi (高橋萌木子), athlète de sprint japonaise, plusieurs fois médaillée.
- 1989 : Iamsu! (Sudan Ameer Williams dit), rappeur et producteur américain.
- 1991 : Tomomi Kasai (河西 智美), actrice et chanteuse japonaise.
- 1992 :
  - George Akpabio (en), footballeur nigérian.
  - Shane Prince, hockeyeur sur glace américain.
- 1993 :
  - Peter « Pete » Davidson, acteur américain.
  - Stefan Küng, cycliste sur route et sur piste liechtensteinois-suisse.
- 1995 :
  - Cliff Alexander, basketteur américain.
  - Noah Gray-Cabey, musicien et acteur américain.

## Décès

### XIesiècle
- 1005 : Ælfric d'Abingdon, archevêque de Canterbury de 995 à 1005 (° date inconnue).
- 1093 : Marguerite, reine d'Écosse de 1070 à 1093, épouse du roi Malcolm III (° date inconnue).

### XIIIesiècle
- 1240 : Edmond Rich d'Abingdon, prélat et saint anglais, archevêque de Canterbury de 1233 à 1240 (° 20 novembre 1174).
- 1272 : Henri III, roi d'Angleterre de 1216 à 1272 (° 1er octobre 1207).

### XIVesiècle
- 1328 : prince Hisaaki (久明親王), shogun japonais (° 19 octobre 1276).

### XVesiècle
- 1464 : Jean IV, margrave de Brandebourg-Culmbach (° 1406).
- 1494 : Theda Ukena, noble allemande, régente de la Frise orientale de 1466 à 1480 (° 1432).

### XVIIesiècle
- 1601 : Charles Neville, 6e comte de Westmorland, noble anglais (° 18 août 1542).
- 1613 : Trajano Boccalini, auteur italien (° 1556).
- 1628 : Paolo Quagliati, organiste et compositeur italien (° 1555).
- 1688 : Bengt Gottfried Forselius (en), érudit et écrivain estonien (° vers 1660).
- 1695 : Pierre Nicole, écrivain et philosophe français (° 19 octobre 1625).

### XVIIIesiècle
- 1745 : James Butler, 2e duc d'Ormonde, Lord lieutenant d'Irlande de 1703 à 1707 et de 1710 à 1713 (° 29 avril 1665).
- 1773 : John Hawkesworth, auteur anglais (° vers 1715).
- 1779 : Pehr Kalm, explorateur et botaniste suédois (° 6 mars 1716).
- 1780 : Nicolas Gilbert, poète français (° 15 décembre 1750).
- 1790 : Daniel de St. Thomas Jenifer, homme politique américain, un des Pères fondateurs des États-Unis (° 1723).
- 1797 : Frédéric-Guillaume II, roi de Prusse de 1786 à 1797 (° 25 septembre 1744).

### XIXesiècle
- 1806 : Moses Cleaveland, militaire, juriste et homme politique américain, fondateur de la ville de Cleveland (° 29 janvier 1754).
- 1831 : 
  - Carl von Clausewitz, théoricien militaire prussien (° 1er juin 1780).
  - Augusta Reuss d'Ebersdorf, mère de Léopold Ier roi des Belges (° 19 janvier 1757).
- 1833 : René Desfontaines, botaniste français (° 14 février 1750).
- 1836 : Christiaan Hendrik Persoon, mycologue sud-africain (° 1er février 1761).
- 1853 : Théodore de Gargan, ingénieur et maître de forges français (° 31 janvier 1791).
- 1878 : 
  - Marie de Hesse et du Rhin, princesse allemande (° 24 mai 1874).
  - Hippolyte Lucas, écrivain britto-français (° 20 décembre 1807).
- 1884 : František Chvostek (en), médecin et soldat tchéco-autrichien (° 21 mai 1835).
- 1885 : Louis Riel, homme politique canadien (° 22 octobre 1844).
- 1890 : Jean Auguste Ulric Scheler, philologue belge (° 6 avril 1819).

### XXesiècle
- 1903 :
  - Shirley Baker, auteur de la Constitution des Tonga, et Premier ministre de 1880 à 1890 (° 1836)
  - Élisabeth de Hesse et du Rhin, princesse allemande (° 11 mars 1895).
- 1907 : Robert Ier duc de Parme et de Plaisance de 1854 à 1859 (° 9 juillet 1848).
- 1908 : Henri-Gustave Joly de Lotbinière, homme politique canadien, Premier ministre du Québec de 1878 à 1879 (° 5 décembre 1829).
- 1909 : Francis Dhanis (baron), capitaine-commandant de l'armée belge (° 13 mars 1862)
- 1911 :
  - Albert Alonzo Ames (en), médecin et homme politique américain, quatre fois maire de Minneapolis (° 18 janvier 1842).
  - Lawrence Feuerbach, athlète américain, médaillé olympique (° juillet 1879).
- 1913 : George Barham (en), homme d’affaires anglais (° 22 novembre 1836).
- 1922 : Max Abraham, physicien allemand (° 26 mars 1875).
- 1927 : Adolf Joffé (Адо́льф Абра́мович Ио́ффе), homme politique russe (° 10 octobre 1883).
- 1936 : Louis-Joseph Maurin, prélat français, évêque de Grenoble en 1911 puis archevêque de Lyon de 1916 à 1936 (° 15 février 1859).
- 1939 : Pierce Butler (en), juriste américain (° 17 mars 1866).
- 1941 :
  - Eduard Ellman-Eelma, footballeur estonien (° 7 avril 1902).
  - Miina Härma, organiste, compositrice et chef d’orchestre estonienne (° 9 février 1864).
- 1947 : Giuseppe Volpi, homme d’affaires et politique italien (° 19 novembre 1877).
- 1950 : Robert Holbrook « Bob » Smith, médecin américain, cofondateur d’Alcooliques anonymes (° 8 août 1879).
- 1951 : Dora Bright, compositrice et pianiste britannique (° 16 août 1863).
- 1952 : Charles Maurras, journaliste et homme politique français (° 20 avril 1868).
- 1956 : Ōtori Tanigorō (en) (鳳 谷五郎), sumotori japonais (° 3 avril 1887).
- 1960 : Clark Gable, acteur américain (° 1er février 1901).
- 1961 : Samuel Taliaferro « Sam » Rayburn, homme politique et juriste américain (° 6 janvier 1882).
- 1963 : Aurélien du Saint-Sacrement, carme déchaux espagnol (° 27 juin 1887).
- 1964 : Donald Culross Peattie, botaniste, naturaliste et éditeur américain (° 21 juin 1898).
- 1968 : Augustin Bea, prélat allemand (° 28 mai 1881).
- 1971 : Edith Minturn « Edie » Sedgwick, actrice et mannequin américaine (° 20 avril 1943).
- 1972 : Vera Karalli (Вера Алексеевна Каралли), actrice et ballerine russe (° 27 juillet 1889).
- 1973 : Alan Watts, philosophe et auteur américain (° 6 janvier 1915).
- 1974 : Walther Meissner, physicien allemand (° 16 décembre 1882).
- 1976 : Jack Foster (en), joueur de cricket anglais (° 8 septembre 1905).
- 1978 :
  - Alain Colas, navigateur français (° 16 septembre 1943).
  - Claude Dauphin, acteur français (° 19 août 1903).
- 1982 : Pavel Alexandrov (Павел Сергеевич Александров), mathématicien russe (° 7 mai 1896).
- 1984 : Victor « Vic » Dickenson, tromboniste américain (° 6 août 1906).
- 1985 : Omayra Sanchez, victime colombienne de l'éruption du Nevado del Ruiz, médiatisée en pleine agonie (° 28 août 1972).
- 1986 : Siobhan McKenna, actrice irlandaise (° 24 mai 1923).
- 1987 : James Thomas « Jim » Brewer, joueur et entraîneur de baseball américain (° 17 novembre 1937).
- 1989 : Jean-Claude Malépart, homme politique et administrateur québécois (° 3 décembre 1938).
- 1990 : Ege Bagatur (en), homme politique turc, maire d’Adana de 1973 à 1977 (° 22 février 1937).
- 1993 :
  - Lucia Popp, soprano slovaque (° 12 novembre 1939).
  - Achille Zavatta, clown français (° 6 mai 1915).
- 1994 : Dino Valente (Chester William Powers Jr. dit), chanteur, guitariste et compositeur américain (° 7 novembre 1943).
- 1997 :
  - Georges Marchais, homme politique français, secrétaire général du Parti communiste français de 1972 à 1994 (° 7 juin 1920).
  - Robert Norman Thompson, enseignant universitaire et homme politique canadien (° 17 mai 1914).
- 1999 : Daniel Nathans, microbiologiste américain, prix Nobel de médecine en 1978 (° 30 octobre 1928).
- 2000 : Ahmet Kaya, chanteur, écrivain et compositeur turc (° 28 octobre 1957).

### XXIesiècle
- 2001 :
  - Mohammed Atef ( عاطف المصرى), activiste musulman égyptien, chef militaire d’Al-Qaïda (° 1944).
  - Thomas Lee « Tommy » Flanagan, musicien américain (° 16 mars 1930).
- 2004 :
  - Yves Berger, écrivain et éditeur français (° 14 janvier 1931).
  - Hubert Loiselle, acteur québécois (° 17 février 1932).
- 2005 :
  - Ralph Edwards, producteur américain (° 13 juin 1913).
  - Henry Taube, chimiste américain d’origine canadienne (° 30 novembre 1915).
  - Donald Watson, militant anglais (° 2 septembre 1910).
- 2006 :
  - Milton Friedman, économiste américain, Prix de la Banque de Suède en sciences économiques en mémoire d'Alfred Nobel en 1976 (° 31 juillet 1912).
  - Iouri Levada (Ю́рий Алекса́ндрович Лева́да), sociologue et politologue russe (° 24 avril 1930).
- 2007 :
  - Harold Alfond (en), homme d’affaires américain (° 6 mars 1914).
  - Pierre Granier-Deferre, réalisateur français (° 27 juillet 1927).
  - Grethe Kausland, actrice et chanteuse norvégienne (° 3 juillet 1947).
  - Trond Kirkvaag, cinéaste norvégien (° 21 juin 1946).
  - Vernon Scannell (en), poète et boxeur anglais (° 23 janvier 1922).
- 2008 :
  - Janick « Jan » Krugier, marchand d’art polono-suisse (° 12 mai 1928).
  - Reginald Alfred « Reg » Varney (en), acteur et scénariste anglais (° 11 juillet 1916).
- 2009 :
  - Antonio de Nigris, footballeur mexicain (° 1er avril 1978).
  - Sergueï Magnitski (Серге́й Леони́дович Магни́тский), avocat russe (° 8 avril 1972).
  - Philippe Rouleau, acteur français (° 8 septembre 1940).
  - Edward Woodward, acteur anglais (° 1er juin 1930).
- 2010 :
  - Britton Chance, biologiste et véliplanchiste américain (° 24 juillet 1913).
  - Ronni Chasen (en), publicitaire américain (° 17 octobre 1946).
  - Wyngard Tracy (en), disc-jockey et agent artistique philippin (° 7 février 1952).
- 2012 :
  - John Chapman (en), évangéliste australien (° 23 juillet 1930).
  - Subhash Dutta (en) (সুভাষ দত্ত), acteur et réalisateur bangladais (° 9 février 1930).
  - Patrick Edlinger, grimpeur français, pionnier de l'escalade libre de haut niveau (° 15 juin 1960).
  - Maleli Kunavore, joueur professionnel de rugby à XV fidjien (° 13 novembre 1983).
  - Aliu Mahama, ingénieur et homme politique ghanéen, président de la République du Ghana de 2001 à 2009 (° 3 mars 1946).
  - Eliyahu Nawi (en) (אליהו נאוי), juge, avocat, homme politique et poète israélien, maire de Beer-Sheva de 1963 à 1986 (° 22 juin 1920).
  - Robert William Henry « Bob » Scott, joueur de rugby néo-zélandais (° 6 février 1921).
- 2013 :
  - Robert Conley (en), journaliste américain (° 8 mai 1928).
  - William Bruce « Billy » Hardwick (en), joueur de bowling américain (° 25 juillet 1941).
  - William McDonough Kelly (en), homme politique et militaire canadien (° 21 juillet 1925).
  - Tanvir Ahmad Khan (en) (تنویر احمد خان), diplomate indo-pakistanais (° 12 juin 1932).
  - Oscar Erasmus Lanford III, mathématicien américain (° 6 janvier 1940).
  - Arne Pedersen (en), footballeur et entraîneur norvégien (° 1er novembre 1931).
  - Louis Decimus Rubin, Jr. (en), auteur et critique littéraire américain (° 19 novembre 1923).
  - Charles Waterhouse (en), peintre, sculpteur et illustrateur américain (° 22 septembre 1924).
- 2014 :
  - Charles Champlin, historien, auteur et critique littéraire américain (° 23 mars 1926).
  - Jovan Ćirilov (Јован Ћирилов), poète et dramaturge serbe (° 30 août 1931).
  - Ian Craig, joueur de cricket australien (° 12 juin 1935).
  - Juan Joseph (en), joueur et entraîneur américain de football américain (° 26 août 1987).
  - Jadwiga Piłsudska, aviatrice et architecte polonaise (° 28 février 1920).
  - Carl Sanders, militaire et homme politique américain, gouverneur de Géorgie de 1963 à 1967 (° 15 mai 1925).
- 2015 :
  - David Canary, acteur américain (° 25 août 1938).
  - Michael C. Gross (en), graphiste et producteur américain (° 4 octobre 1945).
  - Murray Albert « Bert » Olmstead, hockeyeur sur glace canadien (° 4 septembre 1926).
  - Alton Davis Slay, Sr. (en), militaire américain (° 11 novembre 1924).
- 2016 :
  - Leonard « Len » Allchurch, footballeur gallois (° 12 septembre 1933).
  - Juan Amorós (en), cinématographe espagnol (° 10 juin 1936).
  - Dwayne Andreas (en), homme d’affaires américain (° 4 mars 1918).
  - Teresita Castillo, novice carmélite ayant déclaré avoir vu Notre-Dame de Lipa en 1948 (° 4 juillet 1927).
  - Jay Wright Forrester, informaticien américain (° 14 juillet 1918).
  - Gail Hall, chef cuisinier canadien (° 1951).
  - Melvin Laird, homme politique américain, secrétaire d'État à la Défense de 1969 à 1973 (° 1er septembre 1922).
  - Daniel Leab (en), historien américain (° 29 août 1936).
  - Hans-Günter Neues (en), footballeur et entraîneur allemand (° 14 novembre 1950).
  - Daniel Prodan, footballeur roumain (° 23 mars 1972).
  - Alex Stewart (en), boxeur jamaïcain (° 28 juin 1964).
  - Larry Tucker, homme politique américain (° 11 novembre 1935).
  - Mentor Williams (en), chanteur, compositeur et producteur américain (° 11 juin 1946).
  - Jean Wishart (en), journaliste néo-zélandais (° 1920).
- 2017 :
  - Robert Hirsch, comédien français (° 26 juillet 1925).
  - Franciszek Kornicki, lieutenant-colonel polonais (° 18 décembre 1916).
  - Hiromi Tsuru, seiyū japonaise (° 29 mars 1960).
- 2018 :
  - William Goldman, écrivain, scénariste et dramaturge américain (° 12 août 1931).
  - Hatem Ben Rabah, acteur tunisien (° inconnue).
  - Francisco Calvo Serraller, historien, essayiste, écrivain et professeur d'université espagnol (° 19 avril 1948).
- 2019 :
  - Gilbert Brunat, joueur de rugby à XV français (° 23 février 1958).
  - Fernand Carton, linguiste et professeur d'université français (° 4 septembre 1921).
  - Fred Mella, chanteur français, soliste, "chef de troupe", et dernier survivant des Compagnons de la chanson (° 10 mars 1924).
  - Éric Morena, chanteur lyrique français (° 27 octobre 1951).
  - Terry O'Neill, photographe britannique (° 30 juillet 1938).
  - Johnny Wheeler, footballeur anglais (° 26 juillet 1928).
- 2020 :
  - Henryk Roman Gulbinowicz, cardinal polonais (° 17 octobre 1923).
  - Bruce Swedien, ingénieur du son américain (° 19 avril 1934).
  - Walid al-Mouallem, homme politique syrien (° 13 janvier 1941).
- 2021 : 
  - Cérès Franco, galeriste et collectionneuse franco-brésilienne (° 17 mai 1926).
  - Sezai Karakoç, poète, écrivain et intellectuel turc (° 22 janvier 1933).
  - Jean Micault, pianiste et professeur d'université français (° 28 décembre 1924).
- 2022 : 
  - Nicki Aycox, actrice et musicienne américaine (° 26 mai 1975).
  - Charles Louis de Bourbon, prétendant naundorffiste au trône de France (° 2 novembre 1933).
  - Michel Bourgeois, homme politique français (° 2 avril 1940).
  - Robert Clary, chanteur et acteur français (° 1er mars 1926).
  - Christopher Duffy, historien militaire britannique (° 1936)
  - Mick Goodrick, guitariste de jazz américain (° 9 juin 1945).
  - Carol Leigh, féministe américaine (° 11 janvier 1951).
  - Jean-Louis Le Moigne, philosophe et épistémologie français (° 22 mars 1931).
  - Aleksandr Martyniouk, joueur russe de hockey sur glace (° 11 septembre 1945).
  - Peter J. Parsons, philologue classique, érudit classique, professeur d'université et papyrologue britannique (° 24 septembre 1936).
  - Gerhard Rodax, footballeur international autrichien (° 29 août 1965).
  - Isabel Salgado, joueuse de volley-ball et de beach-volley brésilienne (° 2 août 1960).
- 2023 : 
  - Michel Aymerich, photographe de faune sauvage français (° 30 septembre 1958).
  - A. S. Byatt, écrivaine britannique (° 24 août 1936).
  - Ryszard Engelking, mathématicien polonais (° 16 novembre 1935).
  - Johnny Green, basketteur américain (° 8 décembre 1933).
  - Hubert Mono Ndjana, philosophe, universitaire et penseur camerounais (° 3 novembre 1946).
  - Peter Solley, musicien et producteur de disques britannique (° 19 octobre 1948).
- 2024 :
  - Richard V. Allen, homme politique américain (° 1er janvier 1936).
  - Denise Holstein, survivante d'Auschwitz française (° 6 février 1927).
  - Mohammad Fazlul Karim, juriste bangladais (° 30 septembre 1943).
  - Hamid Merakchi, footballeur international algérien (° 28 janvier 1976).
  - Svetlana Svetlitchnaïa, actrice soviétique puis russe (° 15 mai 1940).
  - Olav Thon, promoteur immobilier et homme d'affaires norvégien (° 29 janvier 1923).

## Célébrations
- UNESCO : journée internationale de la tolérance proclamée en 1995 par l'Assemblée générale des Nations unies[8].

- Brésil : dia nacional dos ostomizados[9] / « journée nationale des stomisés ».
- Estonie : jour de la déclaration pour la souveraineté estonienne (et) proclamé en 1988 lors d'une Révolution chantante préalable à la dislocation de l'URSS en 1991.
- Islande : « jour de la langue islandaise » / dagur íslenskrar tungu.
- Portugal : journée nationale de la mer[10].
- Québec (Canada) : journée nationale de la culture entrepreneuriale[11].

### Saints des Églises chrétiennes

#### Saints catholiques et orthodoxes
- Augustin et Félicité († v. 250), Martyrs à Capoue.
- Céronne († 490), née à Corneilhan, près de Béziers, dans une famille païenne.
- Domine (VIe siècle), Ermite en Corrèze.
- Elpide (IVe siècle), martyr.
- Émilion de Combes, moine britto-aquitain du VIIIe siècle, patron des vignerons et de la commune de Saint-Émilion.
- Eucher de Lyon († v. 449), évêque.
- Fidence († 168), évêque.
- Fulvian d'Ethiopie (Ier siècle), prince devenu chrétien.
- Hile de Seez (IVe siècle), évêque.
- Léocade et Ludre (IVe siècle), saints du Berry.
- Namphase († 800), Ermite du Quercy.
- Othmar de Saint-Gall († 749), moine bénédictin, refondateur de l'abbaye de Saint-Gall[12].

#### Saints et bienheureux des Églises catholiques
- Agnès d'Assise[13] († 1253), sœur cadette de sainte Claire, supérieure de l'un des monastères des Pauvres Dames de saint François à Florence, et qui fonda également des monastères à Venise et à Mantoue.
- Edmond Rich d'Abingdon († 1242) — ou « Edmond de Canterbury » ou « Edme » —, archevêque de Canterbury.
- Edward Osbaldeston († 1584), bienheureux prêtre anglais et martyr.
- Gertrude de Helfta († 1302), moniale bénédictine.
- Marguerite d’Écosse († 1093), reine d'Écosse, petite-fille d'Edmond II, roi d'Angleterre, et qui introduisit la liturgie romaine dans l'Église écossaise.
- Siméon († 1440), moine italien.

#### Saints orthodoxes?
Outre les saints œcuméniques voire pré-schismatiques ci-avant", aux dates éventuellement différentes dans les calendriers julien, orientaux ... 

### Prénoms du jour
Bonne fête aux Marguerite,
- ses variantes ou diminutifs : Marc'harid, Margaret, Margareta, Margarete, Margareth, Margaretha, Margaretta, Margerita, Margret, Margreta, Greta, Gréta, Gretchen, Gretta, Magali, Magalie, Maggie, Maggy, Maguy, Mag, Malgorzata, Margarita, Margaux, Marge, Margot, Marjolaine (fêtables aussi les 5 octobre de la sainte Fleur...), Marjorie, Marje, Mata voire Hari, Mégane, Meggy, Peggy, Daisy, Gaud (à prononcer Gôde, et comme les Aude des surlendemains 18 novembre, et qui serait un diminutif du breton Margaud, selon par exemple Pierre Loti dans Pêcheurs d'Islande, plusieurs fois adapté au cinéma et à la télévision[15],[16], bien que plutôt fêté les 31 janvier via un saint normand, dans une version masculine).
- Voir aussi les 8 janvier, 12 janvier, voire 22 juillet pour les Pègue, Peggy, Perle, Pearl ; et les Meg à rapprocher parfois des Madeleine, Magdelaine, Mado.

Et aussi aux :
- Gertrude et ses propres variantes : Gert, Gertrud, Gertruda, Gerty, Geertruida, Grietje et Trudy (à approcher des  Greta ou Marguerite ci-avant).
- Aux Otmar
- et aux Perlezenn (à approcher des Perle et Marguerite plus haut).

## Traditions et superstitions

### Dicton du jour
- « À la sainte-Marguerite, forte pluie est maudite mais l'hiver arrive vite. »[17]

### Astrologie
- Signe du Zodiaque : 25e jour du Scorpion.

## Toponymie
- Les noms de plusieurs voies, places, sites ou édifices, de pays ou régions francophones contiennent cette date sous diverses graphies possibles : voir Seize-Novembre .